# ارنستو میراندا
ارنستو میراندا (به انگلیسی: Ernesto Miranda) (۹ مارس ۱۹۴۱–۳۱ ژانویه ۱۹۷۶) یک جنایت‌کار و کارگر آمریکایی بود که محکومیت او به اتهام آدم‌ربایی، تجاوز جنسی، و سرقت مسلحانه بر اساس اعترافاتش در بازجویی پلیس در پرونده تاریخی دیوان عالی ایالات متحده آمریکا کنار گذاشته شد. آریزونا، که حکم داد مظنونان جنایتکار باید قبل از بازجویی توسط پلیس از حق خود در برابر خود مجرمی و حق مشورت با یک وکیل مطلع شوند. این هشدار به عنوان حقوق میراندا شناخته می‌شود.
پس از اینکه حکم دادگاه عالی محکومیت اولیه میراندا را باطل کرد، ایالت آریزونا دوباره او را محاکمه کرد. در دادگاه دوم، با حذف اعترافات وی از مدارک، او مجرم شناخته شد. او به ۲۰ تا ۳۰ سال زندان محکوم شد.
در ۳۱ ژانویه ۱۹۷۶، میراندا با ضربات چاقو در فینیکس، آریزونا به قتل رسید. یک مرد مکزیکی به نام اسزیکوئیل مورنو پرز به قتل میراندا متهم شد، اما او گریخت و هرگز پیدا نشد.

## زندگی‌نامه

### اوایل زندگی
ارنستو آرتورو میراندا در ۹ مارس ۱۹۴۱ در میزا، آریزونا به دنیا آمد. میراندا زمانی که در مدرسه ابتدایی بود دچار مشکل شد. مدت کوتاهی پس از مرگ مادرش، پدرش دوباره ازدواج کرد. میراندا و پدرش خیلی با هم هماهنگ نبودند. از برادران و نامادری خود نیز فاصله می‌گرفت. اولین محکومیت جنایی میراندا در کلاس هشتم او بود. سال بعد به جرم دزدی محکوم شد و به یک سال تحصیل در مدرسه اصلاحات محکوم شد.
در سال ۱۹۵۶، حدود یک ماه پس از آزادی از مدرسه دولتی صنعتی پسران آریزونا (ASISB)، او یک بار دیگر با قانون مخالفت کرد و به ASISB بازگردانده شد. پس از آزادی دوم از مدرسه اصلاحات، او به لس آنجلس، کالیفرنیا نقل مکان کرد. چند ماه پس از ورودش به لس آنجلس، میراندا به ظن دزدی مسلحانه و برخی جرایم جنسی دستگیر شد (اما محکوم نشد). پس از دو سال و نیم بازداشت، میراندا ۱۸ ساله به آریزونا بازگردانده شد.

### درگذشت
در ۳۱ ژانویه ۱۹۷۶، پس از آزادی به دلیل نقض آزادی مشروط، درگیری در یک بار در مرکز شهر فینیکس رخ داد که در آن میراندا با چاقو مورد اصابت چاقو قرار گرفت. مرگ او در بدو ورود به مرکز پزشکی بنر گود سامریتان اعلام شد. چندین کارت میراندا از شخص او پیدا شد. میراندا در گورستان شهر مسا در مسا، آریزونا به خاک سپرده شد. T فردی که مظنون به دادن چاقو به مردی که میراندا را به قتل رساند، به حقوق میراندا خود استناد کرد و از صحبت با پلیس خودداری کرد. او آزاد شد و در قتل میراندا متهم نشد. مرد مظنون به قتل میراندا، اسزیکوئیل مورنو پرز ۲۳ ساله در آن زمان، در ۴ فوریه ۱۹۷۶ به‌طور رسمی به قتل متهم شد. با این حال، او هرگز دستگیر نشده و به دنبال قتل به مکزیک گریخت و هرگز پیدا نشد.